# Güterweg

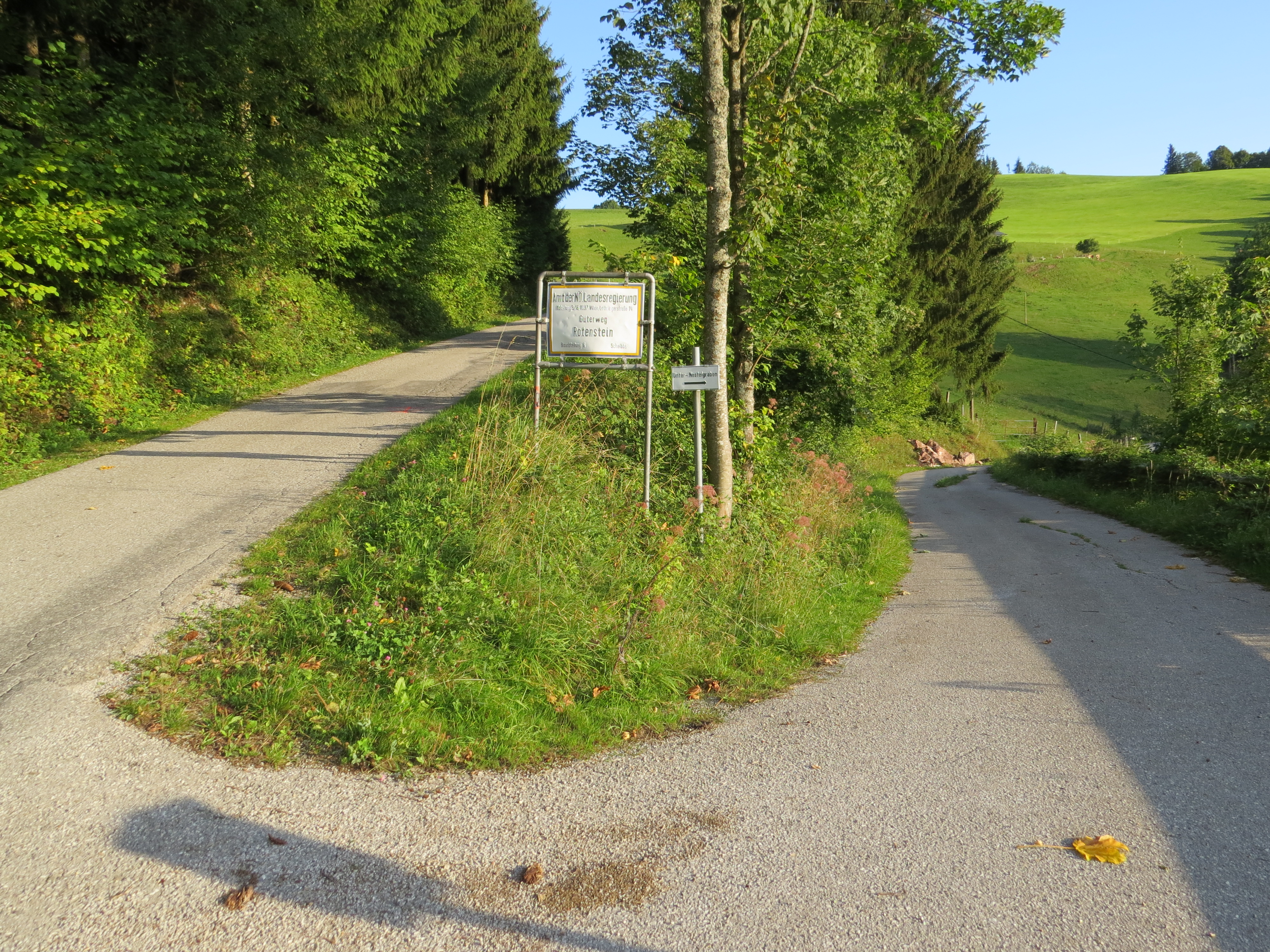
Typische Güterwege am Frankenfelsberg in Frankenfels, Österreich mit Hinweistafel Güterweg Rotenstein und Abzweigung zum Gehöft Unter-Nestelgraben (2017)

Als Güterweg werden in Österreich Wege oder Straßen bezeichnet, die im ländlichen Raum die Erschließung einzelner kleiner Siedlungen oder Einzelgebäude durch Fahrzeuge ermöglichen. Diese Straßen können sich im Eigentum der öffentlichen Hand oder in Privatbesitz befinden. Sie zählen aber nicht zu den öffentlichen Straßen und die Benützung ist meist nur bestimmten Personengruppen vorbehalten. Im Jahr 2009 waren es etwa 43.000 km österreichweit.
Die gesetzlichen Regelungen fallen jeweils in die Kompetenz der Bundesländer. Da es sich um Straßen und Wege in Land- und Forstwirtschaftlichen Bereichen handelt, können diese Verwaltungsagenden auch durch die jeweiligen Agrarbehörden wahrgenommen werden. Auch die gesetzlichen Grundlagen können je nach Bundesland verschieden sein. So wird der Güterweg in Landesgesetzen (z. B. Güterseilwegegesetz oder Güter- und Seilwegegesetz) geregelt.
Die Wege sind heute bereits zumeist asphaltiert, weisen aber in der Regel eine Breite von nur ca. drei Metern auf. Beim Unterbau müssen aber auch hohe Traglasten berücksichtigt werden, da die landwirtschaftlichen Maschinen auch höhere Gewichte aufweisen können.

## Verwaltung der Güterwege
Die Güterwege werden in den meisten Fällen von Güterweggemeinschaften verwaltet, die sowohl aus juristischen als auch aus natürlichen Personen bestehen können. In den Verträgen ist jeweils genau geregelt, wie die Kostenaufteilung von Wartung und Erhaltung stattzufinden hat. Diese Gemeinschaften können auch in vielen Fällen durch die öffentliche Hand, meist die zuständige Landesregierung, bei der Errichtung von Güterwegen unterstützt werden. Während in manchen Bundesländern zahlreiche kleine Gemeinschaften existieren, gibt es in Oberösterreich seit 1927 nur sechs Wegeerhaltungsverbände, die alle Güterwege des Landes betreuen.

## Wegenetz in einzelnen Bundesländern
- Burgenland: 3.670 km[4]
- Oberösterreich: 9.999 km[5]
- Salzburg: 1.700 km
- Steiermark: 25.000 km[6]